# Friedrich Karl zu Schwarzenberg

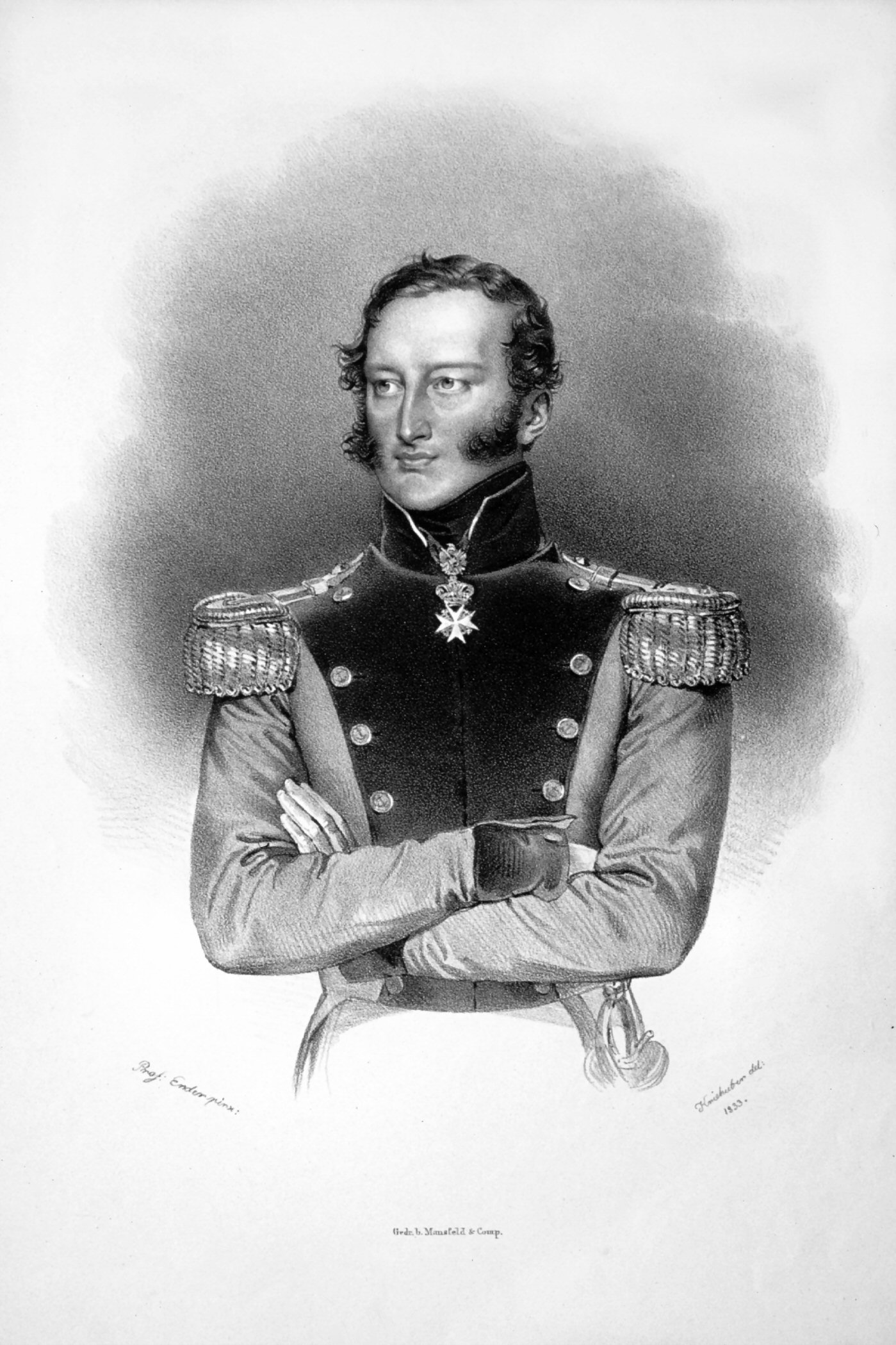
Friedrich Karl zu Schwarzenberg, 1833

Friedrich Karl Fürst zu Schwarzenberg (* 30. September 1800 in Wien; † 6. März 1870 ebenda) war ein kaiserlich-österreichischer Generalmajor und Schriftsteller.

## Familie
Friedrich Karl war der älteste Sohn des Feldmarschalls Karl Philipp zu Schwarzenberg (1771–1820) und der Gräfin Maria Anna von Hohenfeld (1768–1848), der Witwe des Fürsten Anton Esterházy. Zu seinen Brüdern zählte Karl Philipp Borromäus (1802–1858) und der spätere Feldmarschall Edmund zu Schwarzenberg (1803–1873).

## Leben
Seine militärische Erziehung erhielt er durch den wallonischen Offizier Monsieur La Grange. Die Jugend verbrachte er abwechselnd auf dem böhmischen Gut Worlik und bei der von mütterlicher Seite verwandten Fürstin Grasilkovich in Ungarn. Die Jahre 1810 bis 1812, als sein Vater Botschafter in Petersburg und Paris war, verbrachte er zumeist in Wien. Während der Vater 1812 das Kommando des österreichischen Korps in Polen übernommen hatte, kehrte er mit seiner Familie nach Böhmen zurück. Er vertiefte sich in geschichtliche Studien, vorzugsweise über jene des Mittelalters. 1815 erweiterte er seine militärische Ausbildung in der Waffen- und Terrainlehre.

### Frühe militärische Karriere
Im Herbst 1816 trat er als Privatkadett in das Ulanen-Regiment, das seines Vaters Namen trug, ein und wurde 1818 Leutnant. In seiner Kadettenzeit stand er unter strenger Aufsicht des Majors Graf von Clam-Martinitz, der früher Adjutant seines Vaters war. Fürst Friedrich bezeichnete diese Zeit später als eine vorzügliche Schule, in welcher er Disziplin und Einfachheit gelernt hatte.
1819 berief ihn sein bereits schwer erkrankter Vater nach Prag, der neunzehnjährige Prinz kam als Ordonnanz zu Erzherzog Ferdinand d’Este, dem kommandierenden General in Ungarn. Als ältester Sohn wäre Friedrich das Majorat des Fürstentums Schwarzenberg zugestanden, doch schon 1820 hatte er darauf verzichtet und das Familienerbe seinem bereits verheirateten jüngeren Bruder, Fürst Karl II., überlassen.
1821 wurde er während des Feldzuges nach Neapel zum Oberleutnant im 3. Husaren-Regiment ernannt und als Ordonnanz dem Befehlshaber Baron Stutterheim zugeteilt. Er nahm am Gefecht bei St. Germano teil und wurde mit dem Ritterkreuz des sizilianischen St.-Georgs-Ordens ausgezeichnet.
Im Herbst 1822 war er Kapitän im ungarischen Infanterie-Regiment Baron Duka Nr. 39 und wurde im Juli 1824 zum Chef einer Eskadron des 10. Husaren-Regiment ernannt. Im Frühjahr 1828 zum Major befördert, erfolgte seine Versetzung zum Chevauxleger-Regiment Prinz Hohenzollern nach Mazierow in Galizien. 1829 hatte er bei seinem Bruder Karl in Prag zugebracht und das Malteser-Ritterkreuz empfangen, er wollte auch bereits das Ordensgelübde ablegen.

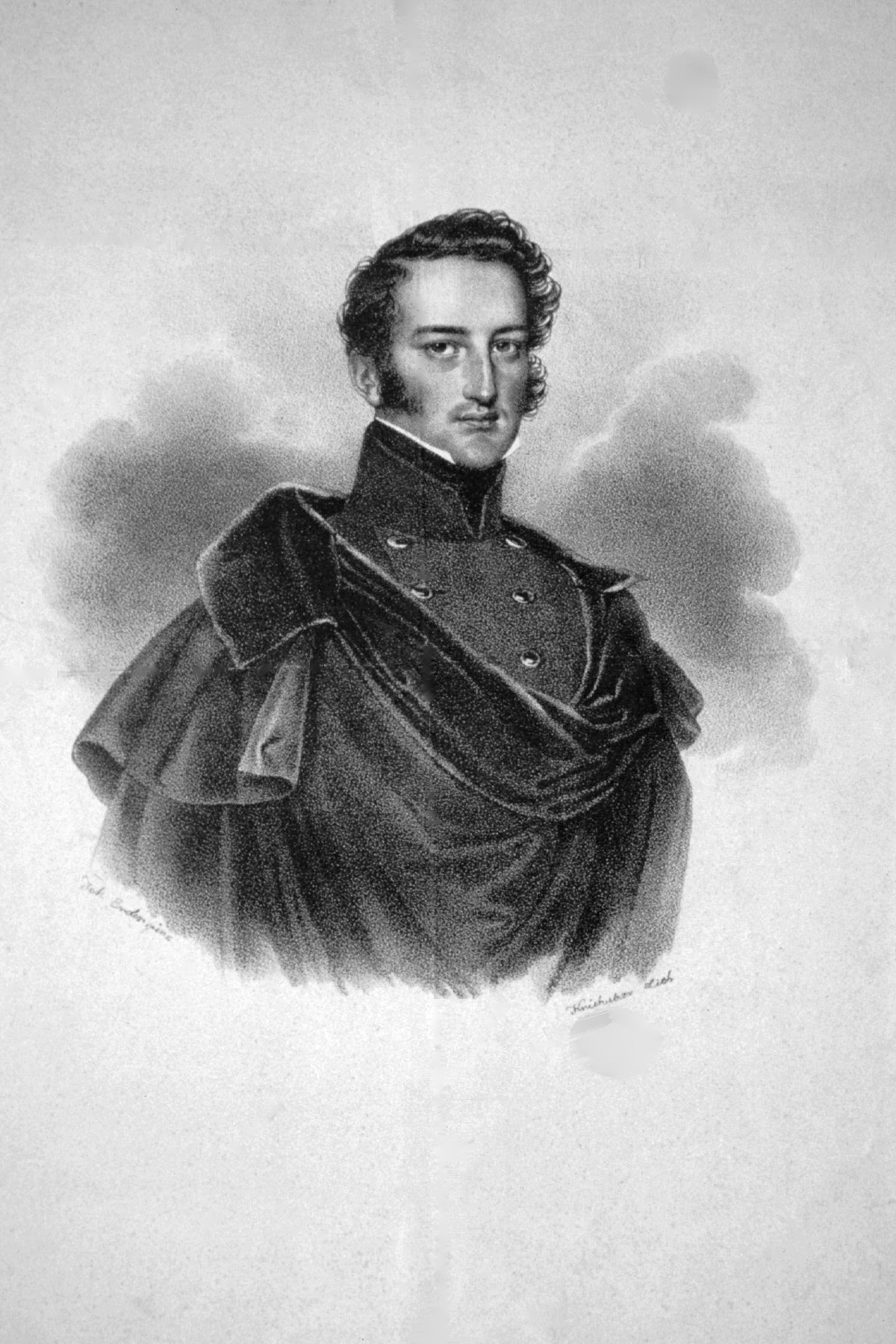
Friedrich Karl zu Schwarzenberg. Lithographie von Josef Kriehuber

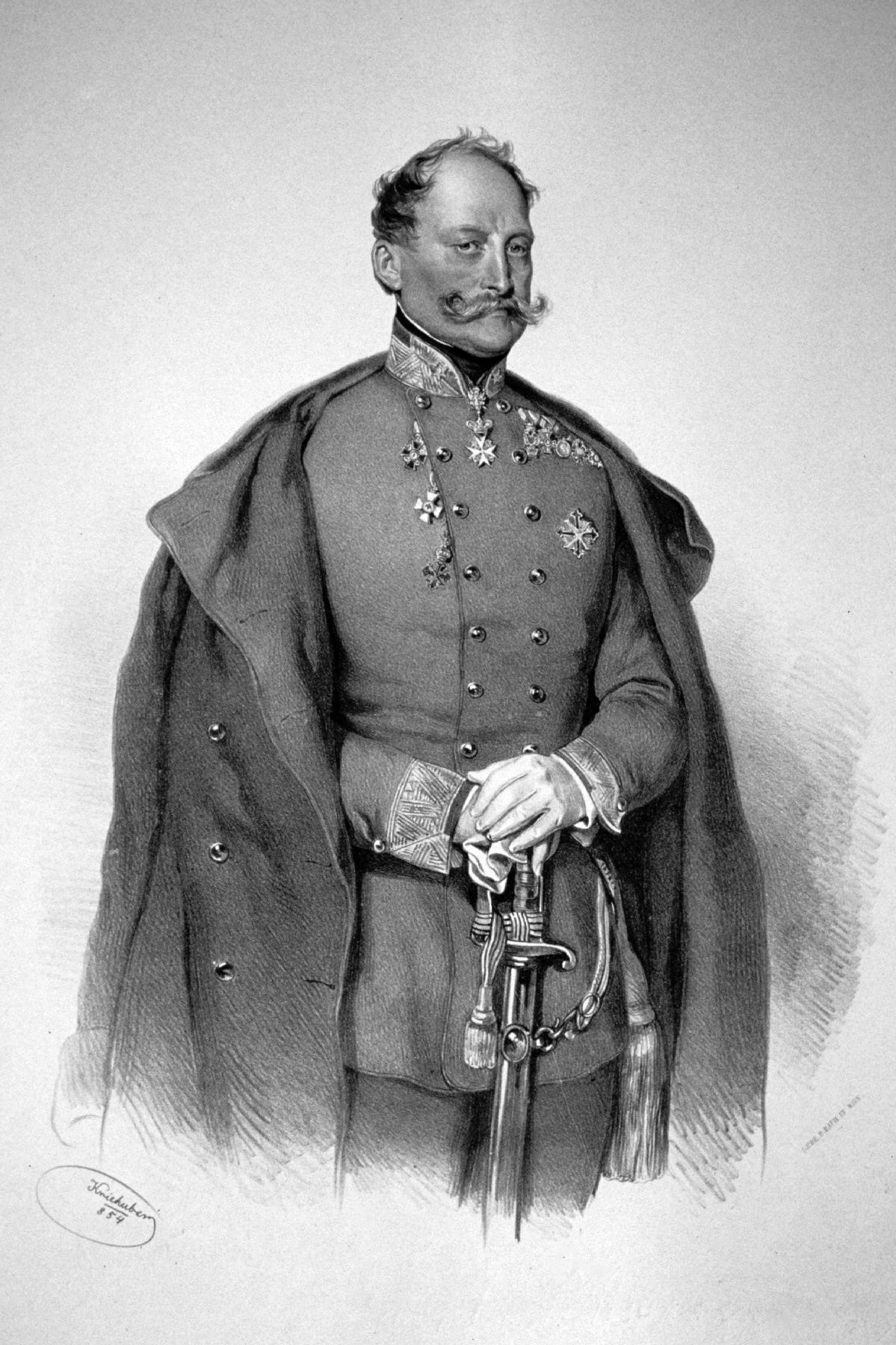
Friedrich Karl Fürst zu Schwarzenberg, 1854

### In Algerien
Im Juni und Juli 1830 nahm er an der Expedition des französischen Marschalls Bourmont gegen Algier teil. Er machte die Gefechte von Staouli, Sidi Kalif und die Belagerung von Sultan Kalassi mit und begleitete danach die Expedition am Kleinen Atlas. Es kam dabei auch zu einem persönlichen Zusammentreffen mit dem Dey von Algier, Hussein Pascha. Er kehrte nach längerem Aufenthalt in die Städte Toulon, Marseille und Paris; und nach einer Reise nach England 1832 in die Heimat zurück. Seine durch die Strapazen des letzten Feldzuges und Klimas zerrüttete Gesundheit zwang ihn, im Rang eines Oberstleutnants aus dem aktiven Dienst auszuscheiden.

### Auf Reisen
Zwischen 1833 und 1836 unternahm er längere Reisen durch Deutschland, Griechenland, einen Teil Kleinasiens und der europäischen Türkei; über Bukarest und Pest kehrte er nach Wien zurück.
Insbesondere sind seine Orientreisen verbürgt, weil er 1837 seine Aufzeichnungen in Form eines datierten Tagebuchs in zwei Bänden veröffentlichte (Fragmente aus dem Tagebuche während einer Reise in die Levante). Am 11. Juni 1835 brach er von Triest aus in Richtung Griechenland auf und erreichte am 17. Juni Korfu. Von dort ging es weiter. Er umrundete auf See die Peloponnes und traf in den letzten Junitagen in Athen ein. Es folgte dort eine Audienz bei König Otto I., mehrere Tage verbrachte er mit Besichtigungen. Bei der folgenden Fahrt durch die Ägäis besuchte er die Insel Syros und erreichte die Küste Kleinasiens bei Smyrna am 17. Juli. Als er dort noch am selben Tag erfuhr, dass in Syrien und Palästina die Pest herrschte, gab er die geplante Weiterreise nach Jerusalem auf und beschloss, nach Konstantinopel zu gehen. Auf einem englischen Dampfer fuhr er in die türkische Metropole, wo er am 22. Juli eintraf. In Konstantinopel blieb er über zwei Monate, bevor er sich am 9. Oktober auf die Rückreise machte. Dazu wählte er den Landweg via Edirne (10. Oktober) und dann durch das heutige Bulgarien an die Donau und weiter nach Bukarest. Am 12. Oktober überquerte er den Balkan, drei Tage später war er in Rusçuk an der Donau. Auf dem walachischen Donauufer, in Giurgiu, saß er eine mehrtägige Quarantäne ab, bevor er am 25. Oktober nach Bukarest weiterreisen konnte. Via Hermannstadt erreichte er dann Pest und schließlich Wien.
Zwischen 1836 und 1837 bereiste er abermals Deutschland, darauf die Küste von Schweden und Norwegen. Im Frühjahr 1838 trat er während des spanischen Bürgerkrieges in die Dienste des Thronprätendenten Don Carlos ein, der ihn als Oberst im Generalstab anstellte und dem Korps des Generals Maroto zuteilte. Er beteiligte sich beim Vorgehen gegen Estella und Balmaseda an den Streifzügen in Navarra und begleitete eine Expedition Caro Merinis über den Ebro. Nach seiner unfreiwilligen Internierung zu Bordeaux begab er sich – auf sein Ehrenwort in Freiheit versetzt – über Paris nach Wien in die Heimat zurück.
1839 hatte sich der Fürst bei Preßburg das Landgut Marienthal gekauft und lebte dort zurückgezogen. 1843 wohnte er den Manövern in Verona bei, dort erschien sein Wanderroman Leben eines verabschiedeten Lanzknechts, womit ihm eine Stelle in der deutschen Literatur gesichert war. Für seine freiwillige Verwendung in Galizien 1846 erhielt der Fürst seine Einteilung als Oberst bei den Kaiser-Husaren, er zog sich aber nach Beendigung der dortigen Wirrnis wieder zurück.

### Spätere Jahre
Im Herbst 1846 unterstützte der Fürst den separatistischen Sonderbund der katholischen Kantone gegen Übergriffe der zentralen Schweiz. Erzherzog Johann schlug am 24. Juli 1847 den Fürsten Friedrich Schwarzenberg beim Fürsten Metternich als Kommandanten der Sonderbundstruppen vor. Am 17. November 1847 machte Schwarzenberg die Expedition gegen Airolo mit und stand dem Sonderbündler Emanuel Müller, der auf dem Gotthard das Kommando führte, treu zur Seite. Als Adjutant des Generals Salis-Soglio kämpfte er am 23. November 1847 in den für den Sonderbund unglücklichen Gefechten von Gisikon und Meierskappel am Zuger See. Enttäuscht entkam er nach Mailand, wohin ihm seine Waffenfreunde, General Salis und Oberst Elger, nachfolgten.
In Mailand zeigten sich bereits die Vorboten der italienischen Revolution, vergeblich warnte er deswegen im Januar 1848 mit vertraulichen Aufträgen des Grafen Ficquelmont in Wien. Den Tod seiner Mutter am 2. April betrauernd, begab sich der Fürst sofort nach Tirol, um sich den dortigen Landesverteidigungsausschuss anzuschließen. Später dem Oberquartiermeister Radetzkys FML Graf Schönhals als General-Adjutanten zugeteilt, fand sein literarisches Talent ein weites Betätigungsfeld. Im Sommerfeldzug von 1849 ließ er sich dem damaligen Oberkommandierenden in Ungarn, FML Baron Haynau, als Ordonnanz-Offizier zuteilen und machte vom Hauptquartier aus die Schlachten bei Raab, Komorn und das Gefecht bei Puszta Harkaly mit.
Im Herbst 1849 wurde er wegen seiner genauen Kenntnis von Tirol und der nahen Schweiz dem in Bregenz stehenden IV. Korps, welches sein jüngerer Bruder, FML Fürst Karl Schwarzenberg, befehligte, zugeteilt. Als dieser zum Zivil- und Militär-Gouverneur der Lombardei ernannt wurde, begleitete er ihn nach Mailand.
Am 20. März 1851 erhielt Fürst Friedrich endlich den Charakter eines kaiserlichen Generalmajors. Er lebte die folgenden Jahre zurückgezogen, im Feldzuge 1859 hatte er seine Dienste neuerlich vergebens angeboten. Der „letzte Mönch von Marienthal“, wie er sich selbst nannte, war seit 1866 kränkelnd und machte, obwohl bereits gebrochen, noch am 20. Oktober 1867 die feierliche Enthüllung des Denkmals seines Vaters in Wien mit. Der Fürst verstarb fast siebzigjährig nach längerem Leiden im Jahre 1870.
Kurzzeitig war er mit Prinzessin Elisa Radziwill verlobt.

## Werke (alle anonym erschienen)
- Rückblicke auf Algier und dessen Eroberung durch die Königlich-französischen Truppen im Jahr 1830. Grund, Wien 1831 (Digitalisat bei Google Books; Digitalisat der Ausgabe von 1837 im Internet Archive)
- Fragmente aus dem Tagebuche während einer Reise in die Levante. Bd. 1: Haack, Leipzig 1837, Bd. 2: Grund, Wien o. J. (Digitalisat von Band 1 und Band 2 bei Google Books)
- Aus dem Wanderbuche eines verabschiedeten Lanzknechtes. 4 Bde., 1844–1845  (1. Theil, 2. Theil, 3. Theil, 4. Theil bei Google Books)
  - Aus den Papieren eines verabschiedeten Lanzknechtes. 5. Theil als Supplement zum Wanderbuche. Manuscript 1848. (Digitalisat bei Google Books)
- Erinnerungen an den Sonderbunds-Krieg in der Schweiz (1847)
- Ante-diluvianische Fidibus-Schnitzel von 1842 bis 1847. Als Manuskript für Freunde 1850. 6 Fascikel, Grund o. O. u. J. (Digitalisat des 1.–2. Fascikels bei Google Books, Digitalisat des 1.–3. Fascikels nebst Nachlese aus alten Pergamenten im Internet Archive)
- Jagdausflüge, als Manuskript. 1859. (Digitalisat bei Google Books)
- Aus dem Tagebuche über die Ereignisse in Galizien, 1846. Grund, Wien 1861 (Digitalisat bei Google Books)
- Postdiluvianische Fidibusschnitzel von 1849 bis 1854 (1862; Digitalisat bei Google Books)
- Postdiluvianische Fidibusschnitzel von 1855 bis 1860 (1862; Digitalisat bei Google Books)
- Feldmarschall Fürst Carl zu Schwarzenberg (1860; Digitalisat bei Google Books)